# Мендзыздрое (остановочный пункт)
Мендзыздрое (пол. Międzyzdroje) — остановочный пункт в городе Мендзыздрое, в Западно-Поморском воеводстве Польши. Имеет 2 платформы и 2 пути.
Бывшая товарно-пассажирская станция, имеющая паровозное депо (до 70-х годов XX столетия). 
Станцию построили вместе с железнодорожной линией Щецин — Свиноуйсьце в 1899 году, когда село Мендзыздрое (нем. Misdroy, Миздрой) было в составе Германской империи.